# Glacier Aliabiev
Le glacier Aliabiev est un glacier s'épanchant vers le sud de part et d'autre du pic Gluck (en) dans l'anse Boccherini à environ 5 km du glacier Arenski sur la péninsule Beethoven, sur l'île Alexandre-Ier, en Antarctique.
Le glacier est nommé par l'Académie des sciences de Russie en 1987 d'après le compositeur russe Alexandre Aliabiev.